# Colette Mareuil
Pour les articles homonymes, voir Mareuil.
Colette Mareuil de son vrai nom Colette Roussel est une actrice et chanteuse française née à Toulon (Var) le 20 décembre 1914 et morte à Paris le 12 novembre 1991.

## Filmographie
- 1946 : Destins de Richard Pottier
- 1946 : On ne meurt pas comme ça de Jean Boyer
- 1946 : Les Portes de la nuit de Marcel Carné
- 1947 : Les Trois Cousines de Jacques Daniel-Norman
- 1948 : Carrefour du crime de Jean Sacha
- 1948 : Croisière pour l'inconnu de Pierre Montazel
- 1948 : La Dame d'onze heures de Jean Devaivre
- 1948 : Par la fenêtre de Gilles Grangier : La vendeuse de l'atelier
- 1948 : Triple enquête de Claude Orval
- 1950 : Meurtres ? de Richard Pottier : Lola Annequin
- 1952 : Drôle de noce de Léo Joannon : Une invitée
- 1953 : Cet homme est dangereux de Jean Sacha : L'entraîneuse
- 1955 : Gueule d'ange de Marcel Blistène : Margeret Vaughan, l'américaine
- 1956 : Voici le temps des assassins de Julien Duvivier : Mme Coutoully, la lesbienne
- 1956 : Le Couturier de ces dames de Jean Boyer
- 1964 : Déclic et des claques de Philippe Clair
- 1965 : Les Deux Orphelines de Riccardo Freda
- 1967 : Playtime de Jacques Tati
- 1967 : Toutes folles de lui de Norbert Carbonnaux : Marlène
- 1967 : Le Grand Dadais de Pierre Granier-Deferre
- 1970 : Ces messieurs de la gâchette de Raoul André
- 1970 : La Liberté en croupe d'Édouard Molinaro
- 1971 : Je suis une nymphomane de Max Pécas
- 1971 : La Maffia du plaisir de Jean-Claude Roy
- 1973 : Don Juan ou Si Don Juan était une femme... de Roger Vadim
- 1973 : Les Filles de Malemort de Daniel Daert
- 1973 : Les grands sentiments font les bons gueuletons de Michel Berny
- 1974 : Les Caresses perverses de Lucien Hustaix : La femme de Tony
- 1974 : L'Âge en fleur de Philippe Agostini série TV, épisode : Dominique
- 1974 : La Chatte sans pudeur d'Eddy Matalon : La femme de Georges
- 1974 : La Gifle de Claude Pinoteau
- 1974 : Il était une fois... la chatte mouillée de Lucien Hustaix
- 1974 : Les Jouisseuses de Lucien Hustaix
- 1974 : La Pension du libre amour d'Eddy Matalon : Mme Robert
- 1975 : French Erection de Alain Payet
- 1975 : Erreurs judiciaires de Jean Laviron épisode : Gros calibre
- 1976 : Calmos de Bertrand Blier
- 1977 : Le Clandé aux partouzes de Philippe Murcier
- 1977 : Une fille cousue de fil blanc de Michel Lang : La mère supérieure
- 1977 : Sarabande porno de Burd Trandbaree
- 1978 : Caresses inavouables de Burd Trandbaree : La mère
- 1980 : Tous vedettes de Michel Lang
- 1980 : Petit déjeuner compris - Feuilleton en 6 épisodes de 52 min - de Michel Berny : Mme Raimbaud
- 1982 : Elle voit des nains partout ! de Jean-Claude Sussfeld